# Luda Mara
Luda Mara (makedonska: Луда Мара) är ett vattendrag i Nordmakedonien. Det ligger i den centrala delen av landet, 70 kilometer sydost om huvudstaden Skopje.
Trakten runt Luda Mara består i huvudsak av gräsmarker. Runt Luda Mara är det ganska glesbefolkat, med 45 invånare per kvadratkilometer.